# Fontaine-Notre-Dame, Aisne

Fontaine-Notre-Dame este o comună în departamentul Aisne din nordul Franței. În 1 ianuarie 2022 avea o populație de 379 de locuitori.